# 圣朗贝尔 (卡尔瓦多斯省)
圣朗贝尔（法語：Saint-Lambert，法語發音：[sɛ̃ lɑ̃bɛʁ] ⓘ）是法国卡尔瓦多斯省的一个市镇，位于该省南部偏西，属于卡昂区。

## 地理
圣朗贝尔（48°56'13"N, 0°32'55"W）面积7.45 平方千米，位于法国诺曼底大区卡爾瓦多斯省，该省份为法国西北部沿海省份，北濒大西洋英吉利海峡，东北与滨海塞纳省以海上边界相接，东临厄尔省，南至奧恩省，西与芒什省接壤。
与圣朗贝尔接壤的市镇（或旧市镇、城区）包括：科维尔、克莱西、屈莱勒帕特里、圣雷米、拉维莱特、诺曼底地区孔代。

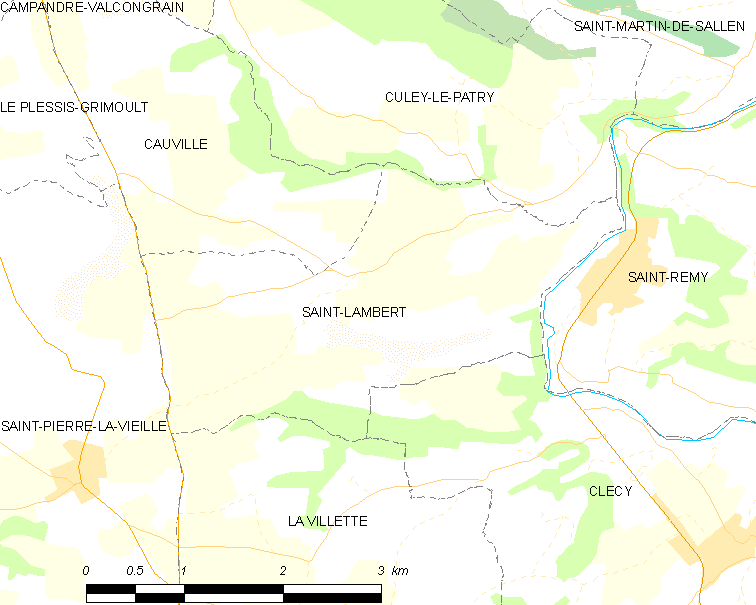
的OSM定位图

圣朗贝尔的时区为UTC+01:00、UTC+02:00（夏令时）。

## 行政
圣朗贝尔的邮政编码为14570，INSEE市镇编码为14602。

## 政治
圣朗贝尔所属的省级选区为勒奥姆县。

## 人口

1962-2008年间人口变化图示

圣朗贝尔于2022年1月1日时的人口数量为265人。